# نادي العمران
نادي العمران السعودي هو أحد أندية الدرجة الثالثة بالمنطقة الشرقية، تأسس عام 1384هـ، بمحافظة الأحساء في مدينة العمران.

## اسم النادي
كان سابقاً إسمه نادي الصواب و تم تغيير إسمه في نوفمبر 2018.

## تشكيلة الفريق الحالية
ملاحظة: تشير الأعلام إلى المنتخب الوطني على النحو المحدد في قواعد الأهلية للفيفا. قد يحمل اللاعبون أكثر من جنسية واحدة غير تابعة للفيفا.
| الرقم | البلد    | المركز | اللاعب                         |
| ----- | -------- | ------ | ------------------------------ |
| --    | السعودية | حارس   | مصطفى العباد                   |
| --    | السعودية | حارس   | علي الحبارة                    |
| --    | السعودية | حارس   | علي الشهيب                     |
| --    | السعودية | مدافع  | أحمد الداغر (معار من نادي هجر) |
| --    | السعودية | مدافع  | عبد الله العيسى                |
| --    | السعودية | مدافع  | عبد الله الحمد                 |
| --    | السعودية | مدافع  | خالد الحربي                    |
| --    | السعودية | مدافع  | أسامة الحساني                  |
| --    | السعودية | مدافع  | أكرم الخلف                     |
| --    | السعودية | مدافع  | حسين الموسى                    |
| --    | السعودية | مدافع  | محمد الشبيب                    |
| --    | السعودية | مدافع  | حمد بوعنز                      |
| --    | السعودية | مدافع  | عمار بو عيسى                   |

| الرقم | البلد    | المركز | اللاعب           |
| ----- | -------- | ------ | ---------------- |
| --    | مالي     | مدافع  | محمدو تراوري     |
| --    | السعودية | وسط    | أحمد العكروش     |
| --    | السعودية | وسط    | محمد الخميس      |
| --    | السعودية | وسط    | حسين الخلف       |
| --    | السعودية | وسط    | زكريا المقهوي    |
| --    | السعودية | وسط    | محمد السحيب      |
| --    | السعودية | وسط    | حسن الزراعي      |
| --    | السعودية | وسط    | ناصر بالعيس      |
| --    | تونس     | وسط    | محمد جاء بالله   |
| --    | السعودية | مهاجم  | مهدي العلي       |
| --    | السعودية | مهاجم  | عبد الله البلادي |
| --    | تونس     | مهاجم  | آزر الغالي       |

|}

## الجهاز الفني
| المدير الفني | فهد العشوان |